# Ferrari 410 Superamerica
La 410 Superamerica è una autovettura sportiva della famiglia «America», costruita dalla Ferrari tra il 1956 e il 1959. Nacque per sostituire la 375 America e fu prodotta in tre serie. Era una biposto costruita in versione sia coupé che cabriolet, e fu prodotta in serie limitata.

## Il contesto generale

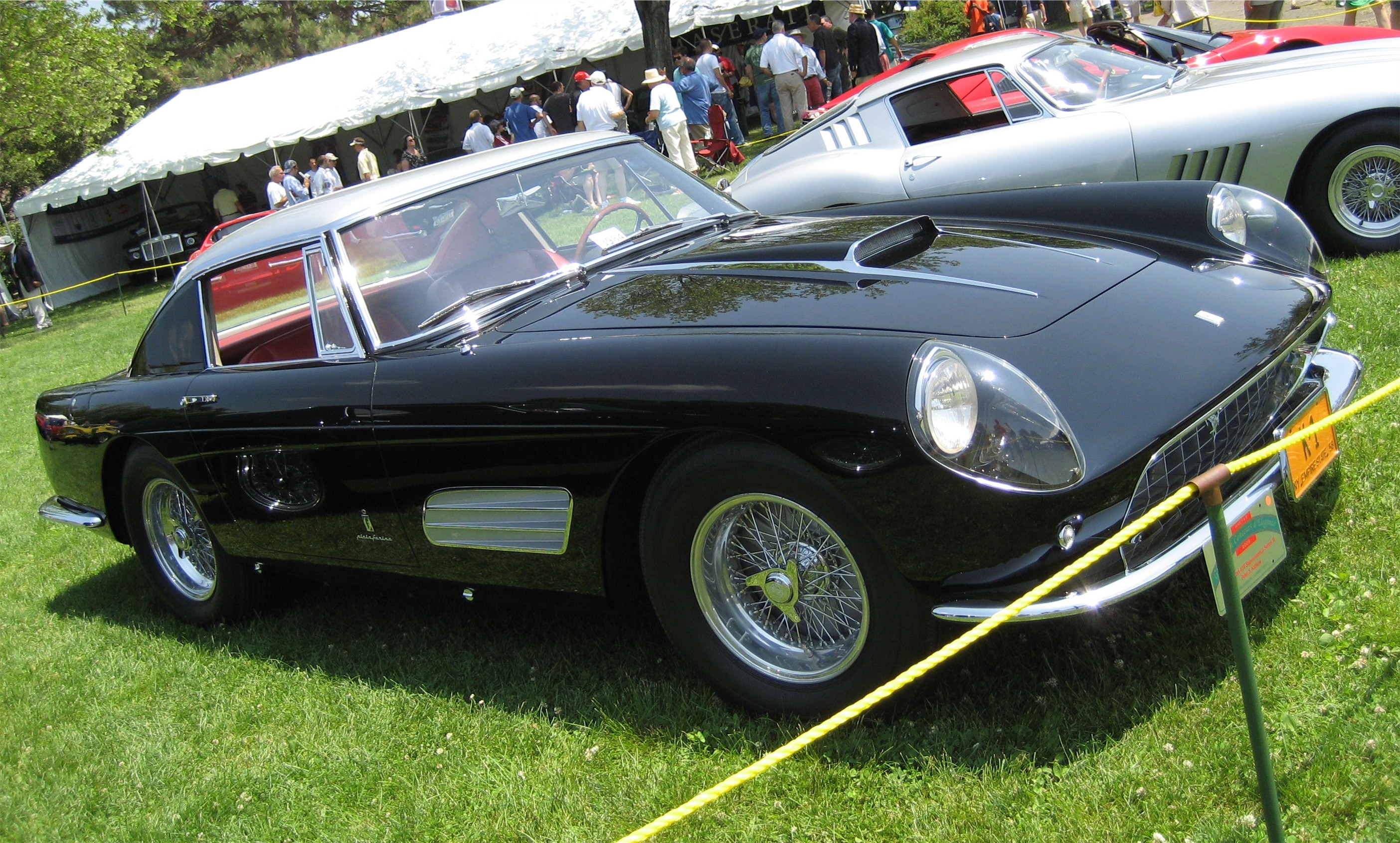
Una 410 Superamerica terza serie

È stata presentata incompiuta nel 1955 al Salone dell'automobile di Parigi, e l'anno seguente in versione completa al Salone dell'automobile di Bruxelles. Ne furono prodotte tre serie in numero limitato: la prima, fabbricata dal 1956 al 1957, aveva un passo di 2800 mm, mentre la seconda aveva un passo accorciato a 2600 mm e fu costruita dal 1957 al 1958. Anche la terza serie conservava il passo più corto, fu prodotta dal 1958 al 1959 e presentata al Salone dell'automobile di Parigi. La prima versione presentata a Bruxelles aveva una linea piuttosto somigliante a quella della 250 GT Coupé. Questa carrozzeria fu installata sulle prime due serie della 410 Superamerica, ma furono anche assemblati esemplari personalizzati, e leggermente differenti, per clienti selezionati che potevano permettersi un modello così esclusivo. Per questi clienti Pininfarina studiò delle linee aerodinamiche con un'impronta particolare, la cui denominazione fu “Superfast” . Furono carrozzate da Scaglietti, Boano e Ghia.
Le vetture prodotte della prima e seconda serie avevano in comune con le 250 GT la disposizione dei tubolari principali del telaio, che passavano sopra all'assale posteriore, al contrario di quelli installati sulla 375 America, dove questi componenti passavano inferiormente. Quelli della terza serie presentavano punti in comune con le prime due .

## Caratteristiche tecniche
L'alimentazione era formata da tre carburatori a doppio corpo Weber modello 40 DCF, l'accensione era singola con due spinterogeni. La trasmissione era formata da un cambio sincronizzato a quattro velocità, commercializzato in un'ampia serie di rapporti selezionabili dai clienti
Il motore delle prime due serie era un'evoluzione di quello installato sulla 375 America . Era un V12 a 60° anteriore, longitudinale, e la cilindrata rispetto al modello precedente fu aumentata a 4962,96 cm³, portando l'alesaggio da 84 a 88 mm con la corsa rimasta identica, cioè di 68 mm.

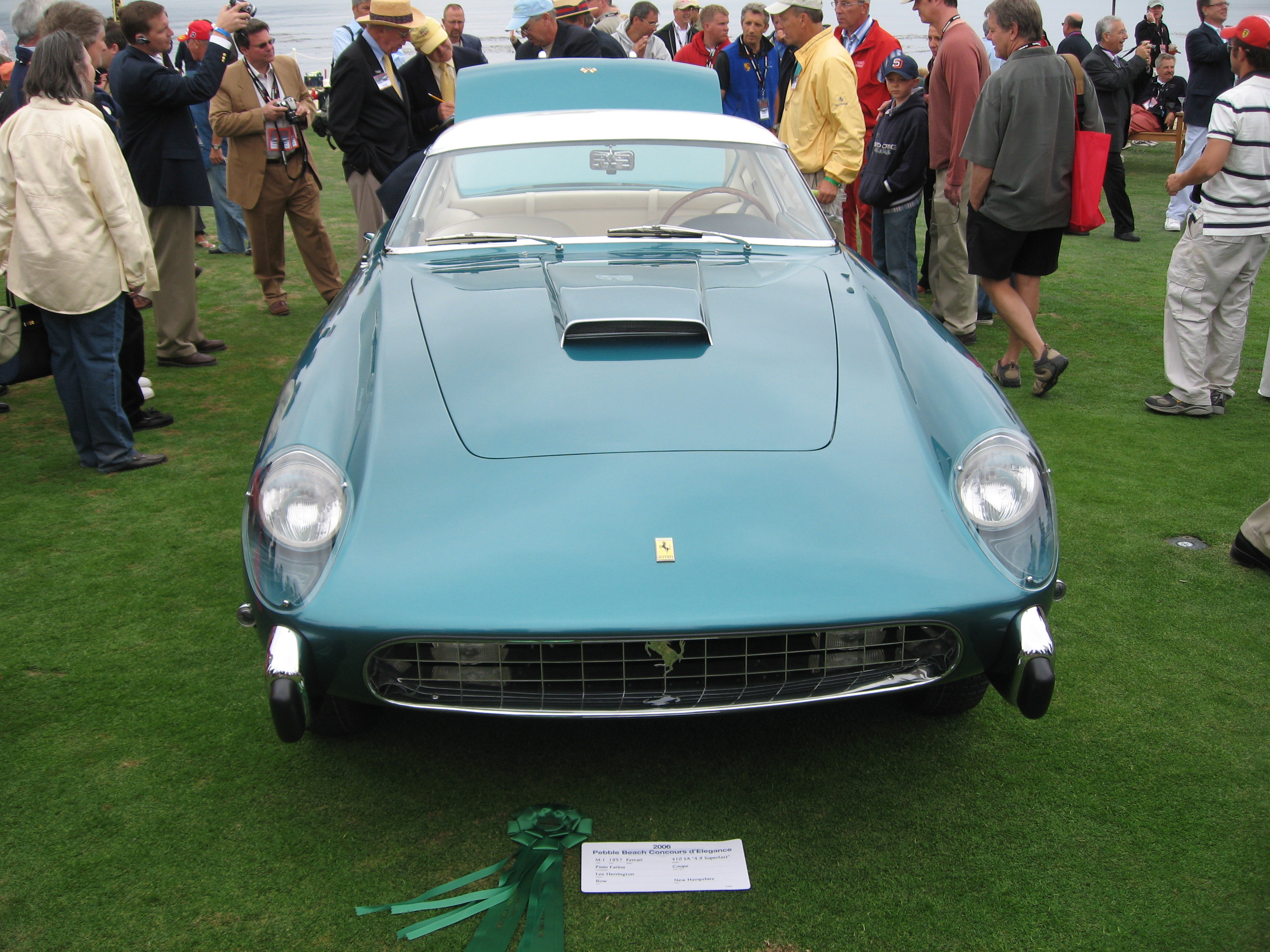
Una 410 Superamerica Superfast

Il propulsore della terza serie aveva, a differenza delle prime due, le candele esterne alla “V” . Questo lo differenziava anche da tutti i modelli Ferrari prodotti in precedenza, e ricomparve sulle 250 GT. Fu l'evoluzione del motore di Aurelio Lampredi, provvisto delle camicie dei cilindri avvitate alla testata. Un'altra particolarità di questo motore era la metodologia di fabbricazione delle bielle, che furono ottenute dal pieno, un procedimento utilizzato solo per alcuni modelli Ferrari da competizione, piuttosto che forgiate, com'era consuetudine.
Il motore delle “Superfast” era provvisto di due candele per cilindro, ritrovato tecnico proveniente dalla Formula 1.
Il rapporto di compressione era di 8,5:1, mentre la distribuzione era monoalbero con due valvole per cilindro . La lubrificazione era a carter umido e la frizione era multidisco.
Il telaio era tubolare in acciaio. Le sospensioni anteriori erano indipendenti e formate da quadrilateri trasversali e molle elicoidali. Quelle posteriori invece erano costituite da un ponte rigido, puntoni laterali e balestre semiellittiche longitudinali. Entrambi avevano installati ammortizzatori idraulici. I freni erano a tamburo, mentre lo sterzo era a vite senza fine con settore dentato.
La potenza era di 340 CV a 6000 giri al minuto. Raggiungeva una velocità massima di 262 km/h.